# Neue Sirene
Pour les articles homonymes, voir Sirène (homonymie).
 (avril 2009).
 (juillet 2013).
Le magazine littéraire allemand Neue Sirene fut fondé en 1994, il paraît deux fois par an. Le magazine publie des textes des littératures germanophone et internationale, ces derniers dans leur langue originale et en traduction allemande. Il est ainsi l'intention de la rédaction de « présenter les richesses stylistique et thématique de la littérature contemporaine et internationale ». En outre, chaque numéro comprend de la photographie artistique. Bettina Hohoff est l'éditrice responsable.
Depuis le numéro 21 (2007), Neue Sirene est édité en tant que série de livres sous le titre ombrelle Wegweisende Literatur der Gegenwart/Littérature guide de l'époque actuelle. On a gardé le concept de mêler littératures germanophone et internationale. Selon la rédaction, trois groupes d'auteurs sont représentés de façon égalitaire :
- Des auteurs de langue maternelle allemande, écrivant en allemand,
- des auteurs de langue maternelle non-allemande, écrivant en allemand, et
- des auteurs non-germanophones, dont les textes son représentés en langue originale et en allemand.

Neue Sirene publie uniquement des textes inédits. Cette règle est inchangeable même pour des écrivains bien établis, comme Jean Cocteau, Emily Dickinson, Imre Kertész, Eugenio Montale, Sylvia Plath et Rainer Maria Rilke. Chaque numéro contient un éditorial. Parmi les auteurs déjà publiés comptent Adonis, Michael Basse, Klaus Ebner, Michael Eisele, İsmet Elçi, Simone Frieling, Helga Gruschka, Claudia Höpfner, Dietrich Krusche, Gellu Naum, Lutz Rathenow, Wolfgang Sréter, Renata Zambrzycka, Liao Yiwu, Bülent Kaçan et d'autres.